# UCI Road Women World Cup 2001
De UCI Road Women World Cup 2001, ook bekend als de Wereldbeker wielrennen voor vrouwen 2001, was de vierde editie van deze internationale wielerwedstrijdcyclus voor vrouwen, die werd georganiseerd door de internationale wielerfederatie UCI. De competitie bestond ditmaal uit negen wedstrijden, en begon op 10 maart met de wereldbekerwedstrijd in Canberra, Australië. 

## Puntentelling
De nummers één tot en met twintig behaalden punten voor het wereldbekerklassement.
- 1e plaats - 75 pnt
- 2e plaats - 50 pnt
- 3e plaats - 35 pnt
- 4e plaats - 30 pnt
- 5e plaats - 27 pnt

- 6e plaats - 24 pnt
- 7e plaats - 21 pnt
- 8e plaats - 18 pnt
- 9e plaats - 15 pnt
- 10e plaats - 11 pnt

- 11e plaats - 10 pnt
- 12e plaats - 9 pnt
- 13e plaats - 8 pnt
- 14e plaats - 7 pnt
- 15e plaats - 6 pnt

- 16e plaats - 5 pnt
- 17e plaats - 4 pnt
- 18e plaats - 3 pnt
- 19e plaats - 2 pnt
- 20e plaats - 1 pnt

## Overzicht
| №  | Datum | Wedstrijd                                    | Locatie                        | Winnares          |
| -- | ----- | -------------------------------------------- | ------------------------------ | ----------------- |
| #1 | 10/03 | Australia World Cup                          | Canberra, Australië            | Anna Millward     |
| #2 | 18/03 | New Zealand World Cup                        | Hamilton, Nieuw-Zeeland        | Anna Millward     |
| #3 | 24/03 | Primavera Rosa                               | San Remo, Italië               | Susanne Ljungskog |
| #4 | 18/04 | Waalse Pijl                                  | Hoei, België                   | Fabiana Luperini  |
| #5 | 03/06 | Coupe du Monde Cycliste Féminine de Montréal | Montreal, Canada               | Geneviève Jeanson |
| #6 | 10/06 | Liberty Classic                              | Philadelphia, Verenigde Staten | Petra Rossner     |
| #7 | 03/08 | Trophée International                        | St. Amand-Montrond, Frankrijk  | Olga Sljoesarjova |
| #8 | 08/09 | GP Suisse Féminin                            | Embrach, Zwitserland           | Susanne Ljungskog |
| #9 | 15/09 | Rotterdam Tour                               | Rotterdam, Nederland           | Judith Arndt      |

## Eindklassement
| №   | Naam                      | Punten | Punten | Punten | Punten | Punten | Punten | Punten | Punten | Punten | Totaal |
| №   | Naam                      | #1     | #2     | #3     | #4     | #5     | #6     | #7     | #8     | #9     | Totaal |
| --- | ------------------------- | ------ | ------ | ------ | ------ | ------ | ------ | ------ | ------ | ------ | ------ |
|     | Anna Millward             | 75     | 75     | —      | 50     | 18     | 50     | 35     | 21     | 0      | 324    |
|     | Mirjam Melchers           | 50     | 50     | 50     | 15     | 30     | 27     | 30     | 15     | 18     | 285    |
|     | Susanne Ljungskog         | —      | —      | 75     | 11     | 50     | 24     | 5      | 75     | 0      | 240    |
| 4   | Fabiana Luperini          | —      | —      | 11     | 75     | —      | —      | —      | 50     | —      | 136    |
| 5   | Debby Mansveld            | —      | —      | 0      | —      | 0      | 35     | 27     | —      | 50     | 112    |
| 6   | Heidi Van De Vijver       | —      | —      | 24     | 24     | 9      | 18     | 11     | 5      | 10     | 101    |
| 7   | Zinaida Stahoerskaja      | 8      | 35     | 30     | 18     | —      | —      | —      | —      | —      | 91     |
| 8   | Petra Rossner             | —      | —      | —      | 0      | —      | 75     | 0      | 11     | 0      | 86     |
| 9   | Judith Arndt              | —      | —      | —      | 10     | —      | —      | 0      | 0      | 75     | 85     |
| 10  | Edita Pučinskaitė         | —      | —      | 15     | 30     | —      | —      | —      | 35     | —      | 80     |
| 11  | Monica Valen              | —      | —      | —      | —      | —      | —      | 24     | 18     | 35     | 77     |
| 12  | Sara Felloni              | 30     | 11     | 35     | —      | —      | —      | —      | —      | —      | 76     |
| 13  | Olga Sljoesarjova         | —      | —      | —      | —      | —      | —      | 75     | —      | —      | 75     |
| 14  | Geneviève Jeanson         | —      | —      | —      | —      | 75     | —      | —      | —      | —      | 75     |
| 15  | Nicole Brändli            | —      | —      | 18     | 6      | —      | —      | 0      | 30     | —      | 54     |
| 16  | Ceris Gilfillan           | —      | —      | —      | 27     | 27     | 0      | —      | 0      | —      | 54     |
| 17  | Regina Schleicher         | —      | —      | —      | —      | —      | —      | 50     | —      | —      | 50     |
| 18  | Rochelle Gilmore          | 35     | —      | —      | —      | —      | —      | —      | —      | 15     | 50     |
| 19  | Chantal Beltman           | —      | —      | 27     | 0      | —      | 1      | 4      | 3      | 11     | 46     |
| 20  | Sarah Ulmer               | 18     | 27     | —      | —      | —      | 0      | —      | —      | —      | 45     |
| 21  | Priska Doppmann           | 15     | 10     | 7      | 7      | —      | —      | —      | 6      | —      | 45     |
| 22  | Trixi Worrack             | —      | —      | —      | 35     | —      | —      | —      | 4      | —      | 39     |
| 23  | Sandy Espeseth            | —      | —      | —      | —      | 6      | 30     | —      | —      | —      | 36     |
| 24  | Lyne Bessette             | —      | —      | —      | —      | 35     | 0      | —      | 0      | 0      | 35     |
| 25  | Alison Wright             | 27     | 7      | —      | —      | —      | —      | —      | —      | 0      | 34     |
| 26  | Mari Holden               | 9      | 24     | 0      | 0      | —      | —      | —      | —      | —      | 33     |
| 27  | Sarah Symington           | —      | —      | 0      | 1      | 10     | 21     | —      | 0      | —      | 32     |
| 28  | Sharon van Essen          | —      | —      | —      | —      | —      | —      | —      | —      | 30     | 30     |
| 29  | Sara Carrigan             | —      | 30     | —      | —      | —      | —      | —      | 0      | —      | 30     |
| 30  | Simona Parente            | —      | —      | 9      | 21     | —      | —      | —      | —      | —      | 30     |
| 31  | Cindy Pieters             | —      | —      | 0      | 8      | 21     | 0      | 0      | 0      | 0      | 29     |
| 32  | Sandra Missbach           | —      | —      | —      | —      | —      | —      | —      | —      | 27     | 27     |
| 33  | Alessandra Cappellotto    | —      | —      | 0      | 0      | —      | —      | —      | 27     | —      | 27     |
| 34  | Vera Hohlfeld             | —      | 21     | 0      | 0      | 4      | 0      | —      | 0      | —      | 25     |
| 35  | Giovanna Troldi           | —      | 15     | 10     | —      | —      | —      | —      | —      | —      | 25     |
| 36  | Edith Moerenhout-Klep     | —      | —      | —      | —      | —      | —      | —      | —      | 24     | 24     |
| 37  | Marianna Lorenzoni        | —      | —      | 0      | 0      | —      | —      | —      | 24     | —      | 24     |
| 38  | Jeannie Longo-Ciprelli    | —      | —      | —      | —      | 24     | —      | —      | —      | —      | 24     |
| 39  | Miho Oki                  | 24     | —      | —      | —      | —      | —      | 0      | 0      | —      | 24     |
| 40  | Ghita Beltman             | —      | —      | —      | —      | —      | —      | —      | —      | 21     | 21     |
| 41  | Yvonne Brunen             | —      | —      | —      | —      | —      | —      | 21     | —      | 0      | 21     |
| 42  | Madeleine Lindberg        | —      | —      | 21     | 0      | —      | —      | 0      | —      | —      | 21     |
| 43  | Bridget Evans             | 21     | —      | —      | —      | —      | —      | —      | —      | —      | 21     |
| 44  | Rosalind Reekie-May       | 10     | 9      | —      | —      | —      | 0      | —      | —      | —      | 19     |
| 45  | Rosa Maria Bravo          | —      | —      | —      | —      | —      | —      | 18     | —      | 0      | 18     |
| 46  | Elisabeth Tadich          | —      | 18     | —      | —      | —      | —      | —      | —      | —      | 18     |
| 47  | Yvonne McGregor           | —      | —      | —      | 5      | 11     | 0      | —      | —      | —      | 16     |
| 48  | Mirella van Melis         | —      | —      | —      | —      | —      | —      | 15     | 0      | 0      | 15     |
| 49  | Paula MacNamara           | —      | —      | —      | —      | —      | 15     | —      | —      | —      | 15     |
| 50  | Kimberly Bruckner         | 0      | —      | —      | 0      | 15     | —      | —      | 0      | 0      | 15     |
| 51  | Arenda Grimberg           | —      | —      | —      | 0      | 0      | 3      | 10     | 0      | 0      | 13     |
| 52  | Melissa Holt              | 5      | 8      | —      | —      | 0      | 0      | —      | —      | —      | 13     |
| 53  | Olga Zabelinskaja         | —      | —      | —      | 4      | —      | —      | 0      | 8      | —      | 12     |
| 54  | Melanie Sears             | —      | —      | 0      | 0      | 0      | 8      | —      | —      | 3      | 11     |
| 55  | Joanne Kiesandowski       | —      | —      | —      | —      | —      | 11     | —      | —      | —      | 11     |
| 56  | Fany Lecourtois           | 0      | 0      | 2      | 9      | —      | —      | —      | —      | —      | 11     |
| 57  | Susy Pryde                | 11     | —      | —      | —      | —      | 0      | —      | —      | —      | 11     |
| 58  | Lara Ruthven              | 6      | 5      | 0      | 0      | 0      | 0      | 0      | —      | —      | 11     |
| 59  | Angela Brodtka            | —      | —      | —      | 0      | —      | —      | —      | 10     | —      | 10     |
| 60  | Gina Grain                | —      | —      | —      | —      | 0      | 10     | —      | —      | —      | 10     |
| 61  | Jenny Algelid             | —      | —      | 8      | 0      | —      | —      | —      | 2      | —      | 10     |
| 62  | Solrun Flataas            | —      | —      | —      | —      | —      | —      | —      | —      | 9      | 9      |
| 63  | Ragnhild Kostøl           | —      | —      | 0      | —      | —      | —      | —      | 9      | 0      | 9      |
| 64  | Esther van der Helm       | —      | —      | —      | —      | —      | —      | 9      | —      | —      | 9      |
| 65  | Karry Ellen Hellmuth      | 0      | 0      | —      | 0      | 0      | 9      | —      | —      | —      | 9      |
| 66  | Sissy van Alebeek         | —      | —      | —      | —      | —      | —      | —      | —      | 8      | 8      |
| 67  | Svetlana Samokhvalova     | —      | —      | —      | —      | —      | —      | 8      | —      | —      | 8      |
| 68  | Sophie Creux              | —      | —      | —      | —      | 8      | —      | —      | —      | —      | 8      |
| 69  | Sandra Wampfler           | —      | —      | 6      | 2      | —      | —      | 0      | 0      | —      | 8      |
| 70  | Sabrina Raaymakers        | —      | —      | —      | —      | —      | —      | —      | —      | 7      | 7      |
| 71  | Tanja Schmidt-Hennes      | —      | —      | 0      | 0      | 0      | —      | —      | 7      | —      | 7      |
| 72  | Patricia Roel             | —      | —      | —      | —      | —      | —      | 7      | —      | —      | 7      |
| 73  | Anne Samplonius           | —      | —      | —      | —      | 0      | 7      | —      | —      | —      | 7      |
| 74  | Hayley Rutherford         | 7      | —      | —      | —      | —      | —      | —      | 0      | —      | 7      |
| 75  | Rhonda Quick              | —      | —      | —      | —      | 7      | 0      | 0      | 0      | —      | 7      |
| 76  | Daphne Hoeve              | —      | —      | —      | —      | —      | —      | —      | —      | 6      | 6      |
| 77  | Ioulia Martissova         | —      | —      | —      | —      | —      | —      | 6      | 0      | —      | 6      |
| 78  | Erin Carter               | —      | —      | —      | —      | 0      | 6      | —      | —      | —      | 6      |
| 79  | Kym Shirley               | —      | 6      | —      | —      | —      | —      | —      | —      | —      | 6      |
| 80  | Anke Erlank               | 3      | 3      | —      | 0      | 0      | —      | —      | —      | —      | 6      |
| 81  | Enevitz Iturriaga         | —      | —      | —      | —      | —      | —      | —      | —      | 5      | 5      |
| 82  | Jennifer Dial             | —      | —      | —      | —      | 0      | 5      | —      | —      | —      | 5      |
| 83  | Vanessa Rochelle Cheatley | 0      | 0      | —      | 0      | 5      | 0      | —      | —      | —      | 5      |
| 84  | Margaret Hemsley          | —      | —      | 5      | 0      | —      | —      | —      | 0      | —      | 5      |
| 85  | Melanie Mansveld          | —      | —      | —      | —      | —      | —      | —      | —      | 4      | 4      |
| 86  | Sigrid Corneo             | 0      | 0      | 0      | —      | 0      | 4      | —      | 0      | —      | 4      |
| 87  | Séverine Desbouys         | —      | —      | 4      | 0      | —      | —      | —      | —      | —      | 4      |
| 88  | Luisiana Pegoraro         | —      | 4      | 0      | —      | —      | —      | —      | —      | —      | 4      |
| 89  | Emma James                | 4      | —      | —      | —      | —      | —      | 0      | —      | —      | 4      |
| 90  | Magali Le Floc'h          | —      | —      | —      | —      | —      | —      | 3      | —      | —      | 3      |
| 91  | Nataliya Kachalka         | —      | —      | —      | 3      | —      | —      | 0      | 0      | —      | 3      |
| 92  | Katia Longhin             | —      | —      | 0      | 0      | 0      | 2      | 1      | —      | —      | 3      |
| 93  | Joane Somarriba           | —      | —      | 3      | —      | —      | —      | —      | —      | —      | 3      |
| 94  | Cybil Di Guistini         | —      | —      | 0      | 0      | 3      | —      | 0      | —      | —      | 3      |
| 95  | Elly van Boxmeer          | —      | —      | —      | —      | —      | —      | —      | —      | 2      | 2      |
| 96  | Vanja Vonckx              | —      | —      | —      | —      | —      | —      | 2      | —      | 0      | 2      |
| 97  | Manon Jutras              | —      | —      | —      | —      | 2      | —      | —      | —      | —      | 2      |
| 98  | Katie Mactier             | —      | 2      | —      | —      | —      | —      | —      | 0      | —      | 2      |
| 99  | Vera Carrara              | 2      | —      | 0      | 0      | —      | —      | 0      | —      | —      | 2      |
| 100 | Marcia Eicher-Vouets      | —      | —      | 1      | 0      | 0      | 0      | —      | 1      | —      | 2      |
| 101 | Jaccolien Wallaard        | —      | —      | —      | —      | —      | —      | —      | —      | 1      | 1      |
| 102 | Mélanie Dorion            | —      | —      | —      | —      | 1      | —      | —      | —      | —      | 1      |
| 103 | Tatiana Stiajkina         | —      | 1      | —      | —      | —      | —      | —      | 0      | —      | 1      |
| 104 | Pamela Schuster           | 1      | —      | —      | —      | —      | 0      | 0      | —      | —      | 1      |